# Rubens Sambueza
Rubens Oscar Sambueza, né le 1er janvier 1984 à Neuquén en Argentine, est un footballeur argentin qui évolue au poste de milieu offensif.

## Palmarès

### En club
- Avec le River Plate :
  - Champion d'Argentine en C. 2004

- Avec le Club América :
  - Champion du Mexique en C. 2013 et A. 2014
  - Vainqueur de la Ligue des champions de la CONCACAF en 2015 et 2016

### Distinctions personnelles
- Meilleur milieu du Championnat du Mexique en A. 2012